# Wulf D. Wagner
Wulf Dietrich Wagner (* 10. Mai 1969 in Mannheim) ist ein deutscher Architekturhistoriker in Berlin und Palermo. Er publizierte vor allem zur Bau- und Kulturgeschichte Ostpreußens. Besondere Beachtung fanden seine Veröffentlichungen zur Geschichte des Königsberger Schlosses.

## Leben
Wagner wuchs in Bad Godesberg auf. Bereits als Schüler betrieb er Forschungen zu Bauernhöfen und Gutshäusern in Pommern und Ostpreußen. Nach dem Abitur im Jahre 1988 und der Ableistung des Wehrdienstes nahm er 1989 an der Universität Karlsruhe ein Architekturstudium auf. 1995 zog er nach Berlin, wo er von 1996 bis 1998 als freier Mitarbeiter in verschiedenen Architekturbüros tätig war. Seine 1996 in Karlsruhe veröffentlichte Diplomarbeit beschäftigte sich mit einem Entwurf zum Wiederaufbau der Königsberger Dominsel in der seit 1945 russischen Stadt Kaliningrad. 2002 begann er mit seinen umfangreichen Forschungen über das 1968 auf Befehl der sowjetischen Staatsführung vernichtete Königsberger Schloss. Im Dezember 2005 wurde er mit einer Dissertation am Institut für Baugeschichte der Universität Karlsruhe summa cum laude zum Dr.-Ing. promoviert. Seine 2008 und 2011 erschienene umfangreiche Geschichte des Königsberger Schlosses versteht Wagner als einen Beitrag zu den Bemühungen um einen Wiederaufbau des 1968 gesprengten Bauwerkes in Kaliningrad. Er war von 2010 bis 2016 beisitzendes Mitglied im Vorstand der Historischen Kommission für ost- und westpreußische Landesforschung. Er lebt seit 1996 in Berlin und seit 2014 außerdem in Sizilien.

## Wissenschaftliche Leistungen
Von 1998 bis 2000 war Wagner in einem kleinen Forschungsprojekt über brandenburgische Güter tätig, wo er die Bearbeitung der Güter des Landkreises Dahme-Spreewald übernahm. 2005 veröffentlichte er eine Arbeit über die Güter im Kreis Heiligenbeil. 2008 und 2009 erschien unter dem Titel Kultur im ländlichen Ostpreußen. Geschichte, Güter und Menschen im Kreis Gerdauen auf mehr als 1.300 Seiten eine umfangreiche Darstellung der Bau- und Kulturgeschichte des Kreises Gerdauen und seiner Gutsbezirke. 2014 veröffentlichte er in einer zweibändigen Monographie eine umfangreiche Geschichte des im ehemaligen Kreis Gerdauen gelegenen Rittergutes Truntlack.
Die größte Aufmerksamkeit in Fachkreisen erlangte Wagner bislang durch seine 2008 und 2011 in zwei Bänden veröffentlichte Darstellung der Geschichte des Königsberger Schlosses, wobei im zweiten Band der Archäologe Heinrich Lange als Mitautor fungierte. Das Werk basiert auf einer aufwändigen Quellenrecherche. Wagner versucht die Baugeschichte des Schlosses in den Kontext der allgemeinen Geschichte Ostpreußens einzubinden, indem er den „architektonischen Werdegang des Schlosses [...] stets mit den großen Ereignissen der (ost)preußischen Geschichte und kleinen Begebenheiten innerhalb seiner Mauern verbindet“. Christof Baier hebt in seiner Rezension neben der umfangreichen Quellenrecherche, die eine beeindruckende Materialbasis offengelegt habe, eine brillante Wiedergabe der zahlreichen Abbildungen sowie eine umfangreiche Bibliografie sowie ein sorgfältig erarbeitetes Personen-, Orts- und Sachregister hervor. Zudem bemerkt Baier, dass sich Wagner nicht nur der Baugeschichte, sondern sich auch detailreich der Nutzungsgeschichte des Gebäudes widmet.

## Werke
- Stationen einer Krönungsreise. Schlösser und Gutshäuser in Ostpreußen. Katalog zur Ausstellung. Berlin 2001.
- Die Güter des Kreises Heiligenbeil in Ostpreußen. Leer 2005.
- Kultur im ländlichen Ostpreußen. Menschen, Geschichte und Güter im Kreis Gerdauen, 2 Bände. Husum 2008/2009.
- Das Königsberger Schloss, Bd. 1: Von der Gründung bis zur Regierung Friedrich Wilhelms I.: (1255–1740). Regensburg 2008.
- mit Heinrich Lange: Das Königsberger Schloss, Bd. 2: Von Friedrich dem Großen bis zur Sprengung: (1740–1967/68); Das Schicksal seiner Sammlungen nach 1945. Regensburg 2011.
- Ostpreußen in 1000 Bildern. Regenstauf 2012.
- Das Rittergut Truntlack 1446–1945, 2 Bände. Husum 2014.
- Residenzlandschaften. Reisen zu den herzoglichen, kurfürstlichen und königlichen Jagd- und Lusthäusern im Preußenland. Tagungsberichte der Historischen Kommission für Ost- und Westpreußische Landesforschung, Bd. 29 (2016): Preußenland und Preußen – Polyzentrik im Zentralstaat 1525–1945, S. 299–358.
- „Handbuch der ostpreußischen Güter“  – ein Zwischenbericht. Preußenland 7 (2016), S. 62–104.
- Die Altertumsgesellschaft Prussia. Einblicke in ein Jahrhundert Geschichtsverein, Archäologie und Museumswesen in Ostpreußen (1844–1945). Husum Verlag 2019, ISBN 978-3-89876-985-3.
- Die Königstraße in Königsberg i. Pr. Aus der Geschichte einzelner Grundstücke und ihrer Eigentümer vom späten 17. bis ins frühe 19. Jahrhundert. Einzelschriften der Historischen Kommission für ost- und westpreußische Landesforschung 33. fibre Verlag. Osnabrück 2023,  ISBN 978-3-944870-86-1

## Auszeichnungen
- Kulturpreis der Landsmannschaft Ostpreußen (2008)
- Gierschke-Dornburg-Preis (2010)
- Königsberger Bürgermedaille (2012)